# Microderolus latevittatus
Microderolus latevittatus är en skalbaggsart som beskrevs av Aurivillius 1925. Microderolus latevittatus ingår i släktet Microderolus och familjen långhorningar. Inga underarter finns listade i Catalogue of Life.